# Vishnutherium
Vishnutherium es un género extinto de jiráfidos. Fue nombrado por primera vez por Richard Lydekker en el año 1976.